# Il Professionista (personaggio)
Il Professionista, nome in codice di Chance Renard, è un personaggio letterario creato dallo scrittore Stefano Di Marino e firmato con il suo alter ego Stephen Gunn.

## Biografia del personaggio
Chance Renard nasce a Bruxelles (Belgio) il 28 marzo 1961. Suo padre Robert "LaVolpe" Renard è un mercenario senza riposo e senza pace. A ventun anni Chance, cresciuto con la madre Nadege e il suo nuovo marito, ritrova i diari d'avventure del padre, ormai stanco e malato. Decide di fuggire di casa, lasciare gli studi ed entrare nella Legione Straniera.
Affronta il battesimo del fuoco nel 1982 durante la guerra civile in Libano ma svolge missioni in Ciad, in Iraq, in Indocina e in varie altre località dove viene spedito dalla Legione.
Raggiunto il grado di tenente al ritorno da un corso di addestramento nella Guyana francese, Chance viene accusato ingiustamente della morte di un commilitone. Da qui iniziano le sue avventure raccontate nei romanzi. Per un poco usa lo pseudonimo LaVolpe poi, riabilitato dalla Legione, lavora come agente fuori quadro per varie agenzie e privati.
Forse è uno dei pochi agenti segreti nati sulla scia del successo di 007 ad aver svolto missioni per l'SVR russo.

## Biografia letteraria
Il personaggio di Chance Renard nasce da un progetto mai realizzato per la casa editrice a fumetti Granata Press. Ripreso qualche anno dopo diventa un serial sulle pagine di Segretissimo, la collana della Arnoldo Mondadori Editore dedicata al thriller e alla spy-story.
L'idea di partenza era "testare" il pubblico con tre avventure iniziali scritte con un occhio ai vecchi eroi della testa e la speranza di emulare il successo di SAS di Gérard de Villiers. Operazione riuscita, tanto che da dodici anni il Professionista è diventato una delle colonne di Segretissimo, con 24 episodi pubblicati, innumerevoli racconti alcuni dei quali apparsi con la firma del suo vero autore.
Dal 2004 la casa editrice TEA (Longanesi) ha cominciato a ristampare la serie in volumi da libreria, riveduti, allungati e corredati da articoli sulla lavorazione firmati dall'autore.
Le sue avventure continuano con successo. Ne è testimonianza l'antologia Professional Gun, dove si trovano racconti che lo vedono protagonista firmati da tutti i colleghi della Forino Legion di Segretissimo, gli autori italiani che si firmano con pseudonimi stranieri. Tra di essi François Torrent, Joe Lancaster Reno e Jack Morisco.